# Alan Gordon (soccer)
Pour les articles homonymes, voir Alan Gordon.
Alan Gordon est un joueur international américain de soccer né le 16 octobre 1981 à Long Beach en Californie. Il joue au poste d'attaquant et évolue durant toute sa carrière en MLS.

## Biographie
Le 11 août 2014, Gordon fait son retour au Galaxy de Los Angeles via un échange contre une allocation monétaire.

## Palmarès
- Coupe MLS (1) : 2005
- MLS Supporters' Shield (2) : 2010 et 2012